# BMW G60
BMW G60 — восьмое поколение легковых автомобилей немецкой марки BMW 5 серии. Модельный ряд состоит из седана G60, универсала G61 (продаётся как Touring) и седана G68 с удлинённой колёсной базой. Является преемником поколения G30.
Автомобиль построен на одной платформе с BMW 7 серии поколения G70, поэтому новая модель прибавила в габаритах. При этом она внешне совершенно не похожа на флагман компании BMW. В начале 2023 года была представлена версия в кузове универсал (внутренний индекс G61). Также производится электромобиль BMW i5, конкурентом которого является Mercedes-Benz EQE.
Автомобиль близок по габаритам к предшественнику, отличия заключаются в оптике и радиаторной решётке. Салон тот же, что и у BMW G70, но с минималистичной приборной панелью с двумя сенсорными экранами.